# 크림스카야 프라우다
크림스카야 프라우다(러시아어: «Крымская правда»)는 크림 자치 공화국의 신문이다.
2006년 5월부터 신문의 편집국그룹은 콘스탄틴 미하일로비치 바하레프(Константин Михайлович Бахарев)가 지휘하고 있다.

## 역사
- 1918년 2월 6일 세바스토폴에서 첫 번째 호 타브리체스코이 프라우다(«Таврической правды»)가 나왔다. 다음 호인 타브리체스코이 프라우디(«Таврической правды»)는 1918년 3월 29일에 나왔다.
- 1920년 11월 17일 심페로폴에서 첫 번째 호 크라스노고 크리마(«Красного Крыма»)가 나왔다.
- 1941년 11월 2일부터 신문은 다시 세바스토폴에서 발행되었다.
- 1942년 4월 14일 편집국은 케르치로 위치를 옮기게 되었다.
- 1944년 4월에 크림으로 붉은 군대의 입성에 의해 신문도 되돌아갔다.
- 1952년 1월 18일부터 신문은 크림스카야 프라우다(«Крымская правда»)라는 제목을 가지고 있다.